# Pycnothea selkirkii
Pycnothea selkirkii là một loài nhện biển trong họ Ascorhynchoidea (incertae sedis). Chúng được miêu tả khoa học năm 1921 bởi Loman.